# Walter C. Pitman
Walter Clarkson Pitman III (* 21. Oktober 1931 in Newark, New Jersey; † 1. Oktober 2019 in Riverdale, New York) war ein US-amerikanischer Geophysiker.
Pitman studierte Elektrotechnik an der Lehigh University (Bachelor-Abschluss 1956). Danach arbeitete er für die Hazeltine Corporation und ab 1960 als Techniker in der ozeanographischen Forschung auf Schiffen für das Lamont-Doherty Earth Observatory der Columbia University. Unter anderem war er auf Expeditionen im Atlantik und Pazifik für die Magnetometer zuständig. Gleichzeitig begann er ein Studium der Geophysik, abgeschlossen mit der Promotion 1967 an der Columbia University. In seiner Doktorarbeit unter James Heirtzler bestätigte er die plattentektonische Hypothese von Vine, Matthews und Morley der Bildung der Ozeanböden durch Nachweis symmetrischer magnetischer Streifenmuster auf beiden Seiten der mittelozeanischen Rücken. Er wurde Professor an der Columbia University und war dort zuletzt Professor Emeritus.
Weitere paläomagnetische Messungen an Ozeanböden dienten Manik Talwani und Pitman 1971/72 zur Rekonstruktion der Geschichte des Nordatlantiks. 1974 publizierte er mit Larson und Herron einen Weltatlas der paläomagnetischen Muster auf den Ozeanböden. Danach wandte er sich den Auswirkungen der Plattentektonik auf Meeresspiegelschwankungen zu.
Seit 1993 trägt die Pitman Fracture Zone im Südlichen Ozean seinen Namen. 1996 erhielt er die Maurice Ewing Medal der American Geophysical Union, 1998 die Alexander Agassiz Medal und 2000 den Vetlesen-Preis. Ebenfalls im Jahre 2000 wurde er in die National Academy of Sciences gewählt.
Er ist auch bekannt für seine Untersuchungen über die vermutete katastrophale Flutung des Schwarzen Meeres um 5600 v. Chr.